# デフェリバクター属
デフェリバクター属（デフエリバクターぞく、英: Deferribacter）とはデフェリバクター科の細菌の属の一つである。

## 語源
デフェリバクター属（Deferribacter）の語源はラテン語の接頭辞 de- と名詞 ferrum（鉄の意）、新ラテン語の男性名詞 bacter（杖の意。転じて細菌の意）である。鉄を還元することから名づけられた。

## 種
2017年9月現在、4種が登録されている。
- D. abyssi ( Miroshnichenko et al. 2003) abyssi はラテン語の所有格で「巨大な深みの」の意。深海に生息することに由来[12]。
- D. autotrophicus ( Slobodkina et al. 2009) autotrophicus は新ラテン語の男性形容詞で「独立栄養性の」の意[13]。
- D. desulfuricans ( Takai et al. 2003) desulfuricans は新ラテン語の連体形で「硫黄を還元する」の意[14]。
- D. thermophilus ( Greene et al. 1997) この属のタイプ種。thermē (θέρμη)はギリシャ語の名詞で「熱」、philus (ギリシャ語の男性形容詞φίλοςに由来)は新ラテン語の男性形容詞で「好む」。thermophilus は「熱を好む」の意[15]。